# Ungarische Nationalgalerie

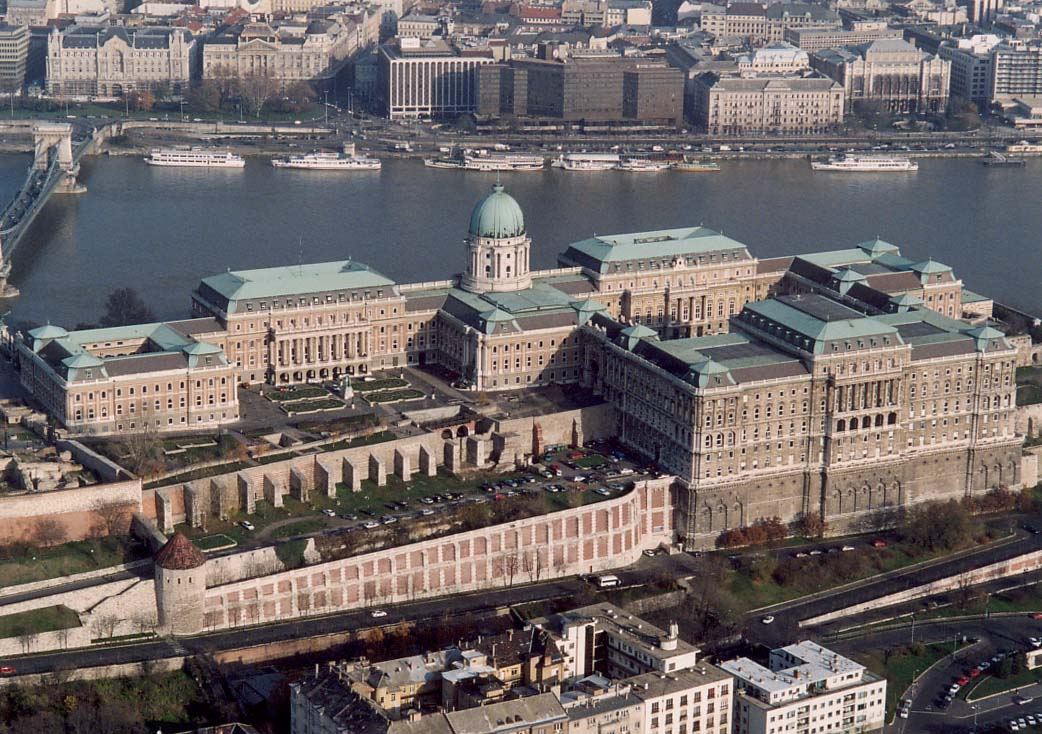
Ungarische Nationalgalerie

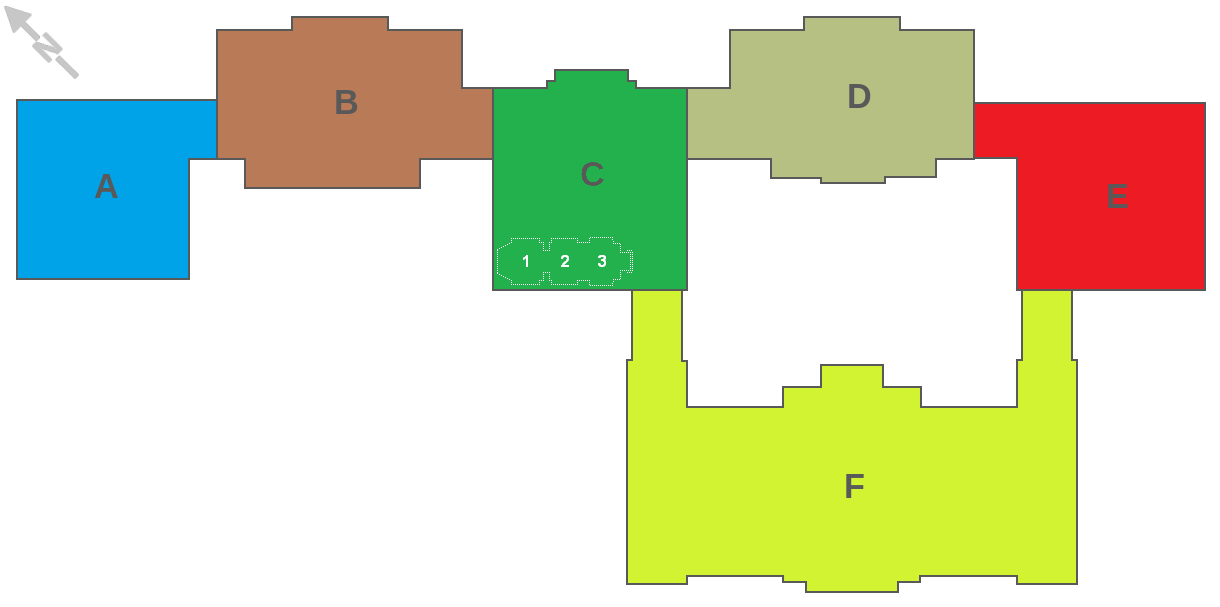
Plan des Burgpalastes: Gebäude A, B, C, D – Ungarische Nationalgalerie, Gebäude E – Historisches Museum, Gebäude F – Széchényi-Nationalbibliothek. Unter dem Gebäude C die Palatinusgruft mit 3 Räumen.

Die Ungarische Nationalgalerie (ungarisch Magyar Nemzeti Galéria) in der ungarischen Stadt Budapest besitzt eine der umfassendsten Sammlungen ungarischer Kunst vom Mittelalter bis ins 20. Jahrhundert. Sie wurde 1957 gegründet, indem man die ausgelagerten Abteilungen des Museums der Bildenden Künste sowie verschiedene städtische und private Sammlungen zusammenlegte.
Untergebracht ist das Museum heute in drei Flügeln des Burgpalastes auf dem Burgberg in Budapest. Bis 1973 waren die Exponate und Kunstwerke im Justizpalast am Kossuth Lajos tér untergebracht.

## Aufteilung der Ausstellungen
Die im Budapester Burgpalast untergebrachte Nationalgalerie erstreckt sich in drei Hauptflügeln über vier Etagen. Die Nationalgalerie ist zudem für die Verwaltung der Palatinusgruft verantwortlich.
Die Sammlung umfasst unter anderem:
- Altungarische Sammlung mit mittelalterliche Bildhauerarbeiten, gotische Skulpturen und Tafelbilder
- Kunst des 19. Jahrhunderts. Hier sind besonders die Gemälde von Mihály von Munkácsy sehenswert, der dem ungarischen Realismus zugerechnet wird und zu den bedeutendsten ungarischen Künstlern zählt.
- Kunst des 20. Jahrhunderts mit vielen Vertreters der Ungarischen Secession
- Statuensammlung und Medaillengalerie
- Grafiksammlung mit Werken ungarischer Künstler von 1800 bis zur Gegenwart
- Internationale Sammlung nach 1800
- Zeitgenössische Sammlung

Besonders hervorzuheben sind die mittelalterlichen Steinmetzarbeiten und einzelne Relikte aus romanischen und gotischen Kirchen Ungarns. Hierzu gehören auch die beeindruckenden Flügelaltäre aus Jánosrét, die im 15. Jahrhundert entstanden sind.
Im Bereich der Sammlung internationaler Kunst nach 1800 dominieren die Gemälde französischer Meister des 19. und frühen 20. Jahrhunderts. Hierzu gehören die Bilder Allerseelentag von Jules Bastien-Lepage, Mutter und Kind und Frühstück von Pierre Bonnard, Portrieux von Eugène Boudin, Mutterschaft von Eugène Carrière, Das Büffet von Paul Cézanne, La Petra Camara von Théodore Chassériau, Büßende Magdalena von Pierre Puvis de Chavannes und Castelgandolfo, Frau mit Margeriten sowie Erinnerung an Coubron von Jean-Baptiste Camille Corot. Von Gustave Courbet besitzt das Museum die Arbeiten Ringkämpfer, Felslandschaft, Die Quelle, Landschaft mit Baum und Neuenburger See. Weitere Werke sind Vogelfang von Thomas Couture, Der Zusammenfluss der Seine und der Oise, Uferlandschaft sowie Umgebung von Villerville von Charles-François Daubigny, Der Marokkaner und sein Pferd von Eugène Delacroix, Mutterglück von Maurice Denis, Gehöft von Jules Dupré, Araber von Eugène Fromentin, Winterlandschaft sowie Schwarze Schweine von Paul Gauguin, Auf der Weide von Charles Emile Jacque, Dame mit Fächer von Édouard Manet und Puy-de-Dôme von Jean-François Millet. Claude Monet ist im Museum vertreten mit den Gemälden Hafen von Trouville (Inv.-Nr.: 367 B); Blühende Apfelbäume (Inv.-Nr.: 266 B); Barken von Étretat. Andere Werke der Sammlung sind La Varenne-de-St.-Hilaire sowie Le Pont-Neuf von Camille Pissarro, Mädchenbildnis sowie Liegender weiblicher Akt (Gabrielle) von Pierre-Auguste Renoir, Stillleben von Augustin Théodule Ribot, Ces Dames … von Henri de Toulouse-Lautrec, Kuhhirt sowie Schäferszene von Constant Troyon und Straßenpartie von Maurice Utrillo.
Hinzu kommen Werke Künstler anderer Nationen wie Frühlingsabend von Arnold Böcklin, Das Bruch von Eugen Bracht, Blaues Dorf von Marc Chagall, Landbesetzung in Sizilien von Renato Guttuso, Veronika von Oskar Kokoschka, Bildnis des Malers Pál Szinyei Merse von Wilhelm Leibl, Titusbogen in Rom von Franz von Lenbach, Missionsgottesdienst in der Buchenhalle bei Kösen von Adolph von Menzel, Der Engel des Lebens von Giovanni Segantini, Blumenstillleben von Max Slevogt, Frühling von Franz von Stuck, Die Bergpredigt von Fritz von Uhde, Der Guckkastenmann von Ferdinand Georg Waldmüller und Mutter und Kind von Anders Zorn. Darüber hinaus besitzt das Museum auch eine Sammlung plastischer Arbeiten dieser Zeit zu der Werke von Jean-Baptiste Carpeaux, Fritz Cremer, Charles Despiau, Aristide Maillol, Constantin Meunier, George Minne, Auguste Rodin und Bertel Thorvaldsen gehören.

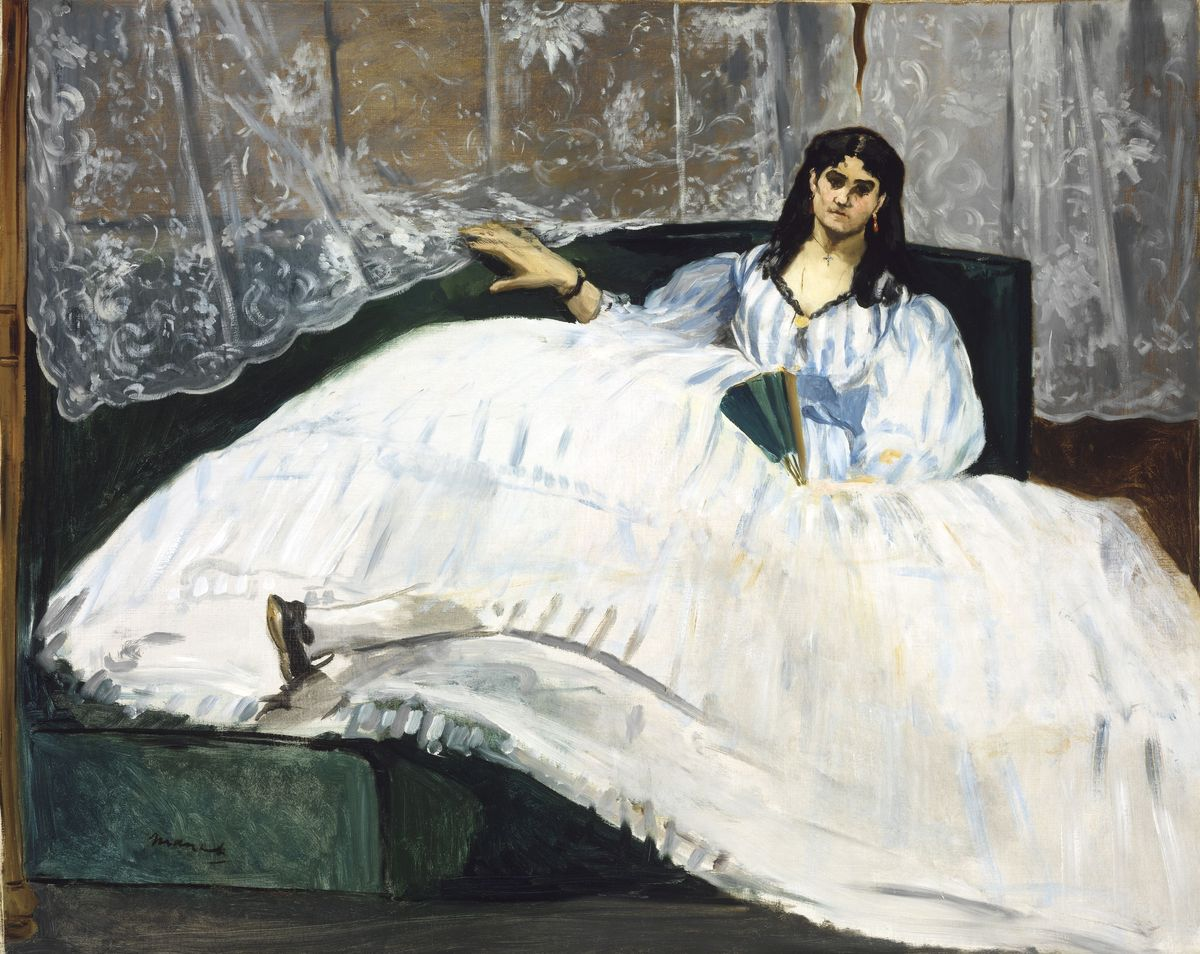
Édouard Manet: Dame mit Fächer
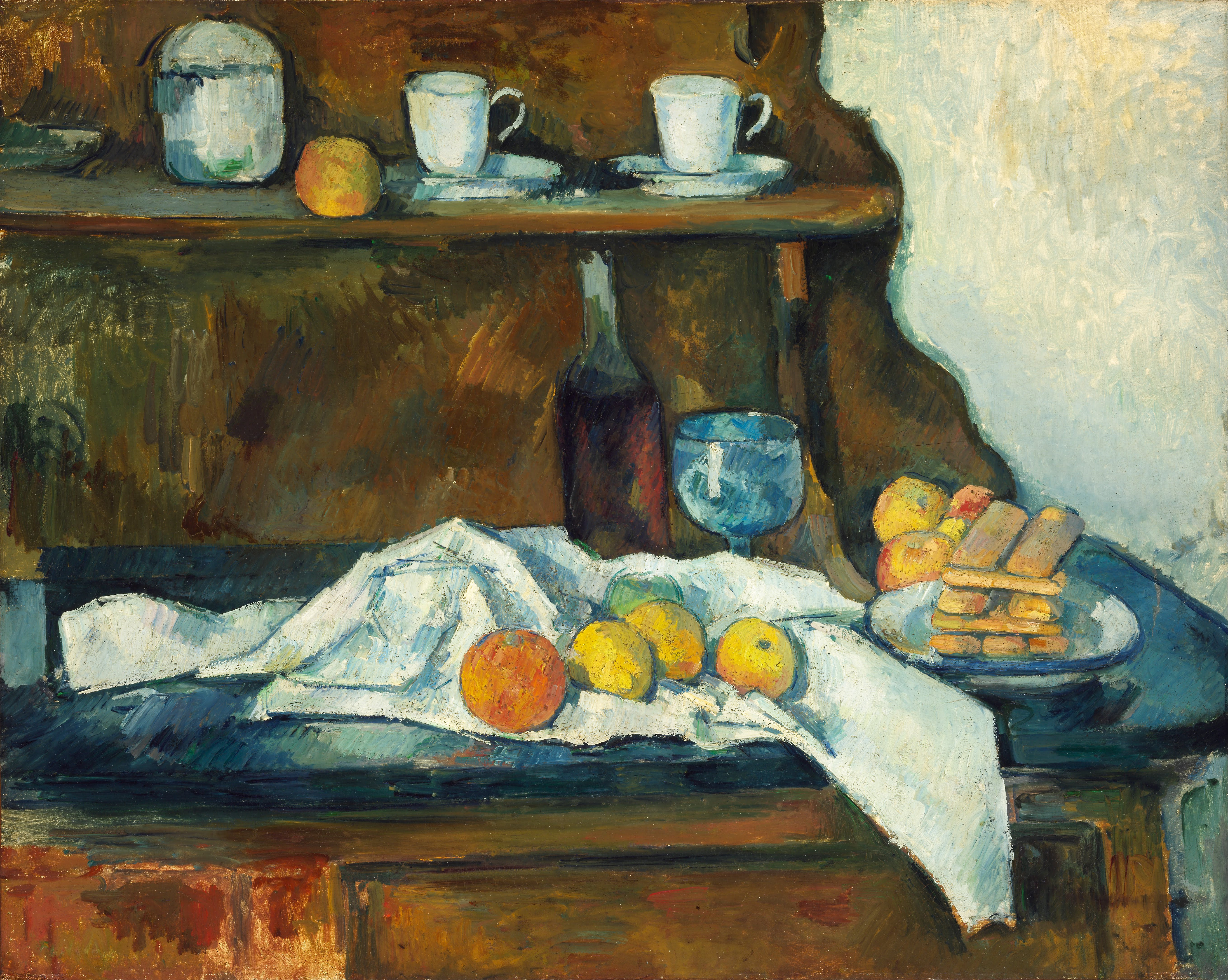
Paul Cézanne: Das Büffet
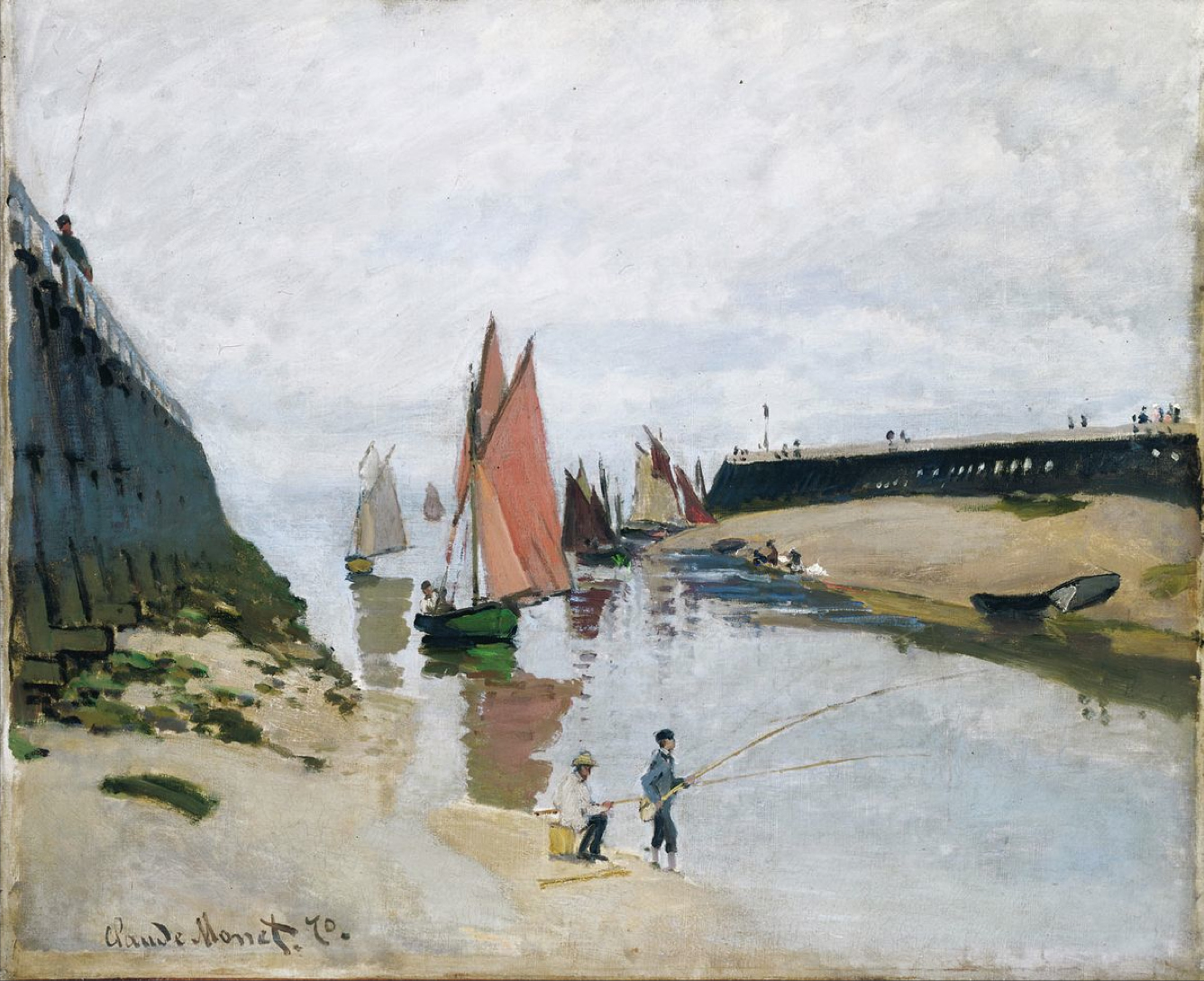
Claude Monet: Der Hafen von Trouville
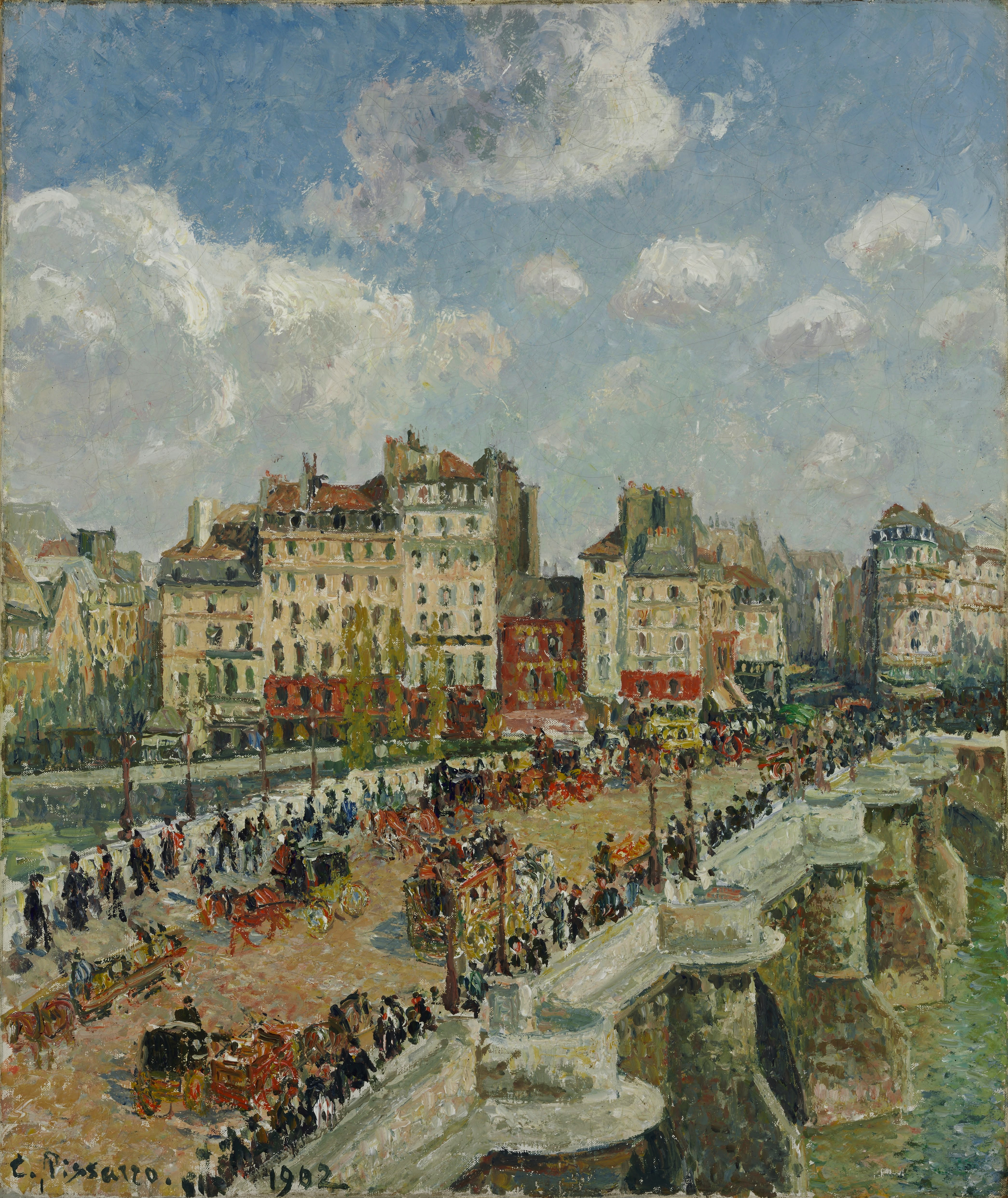
Camille Pissarro: Pont Neuf
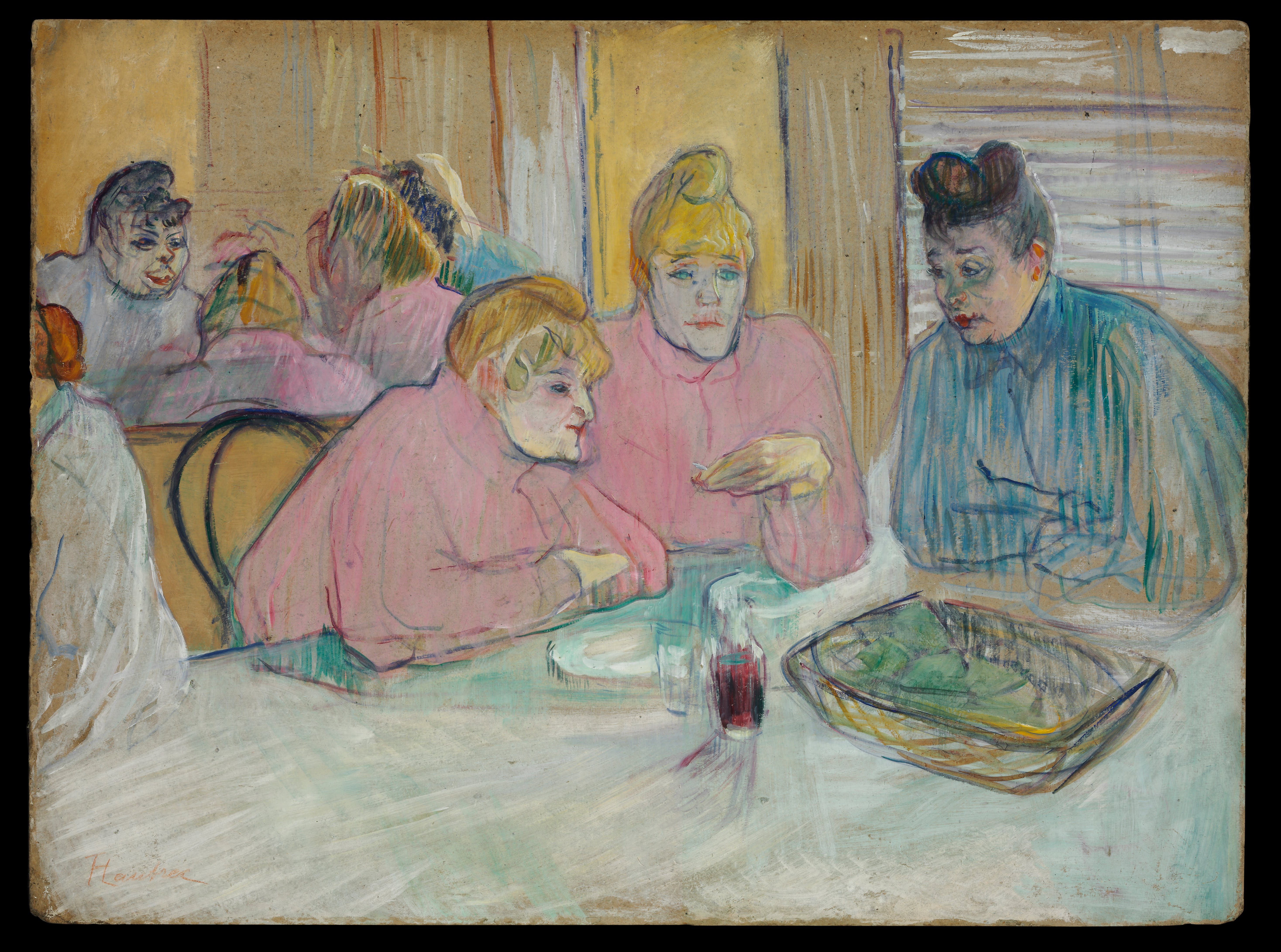
Henri de Toulouse-Lautrec: Die Unterhaltung
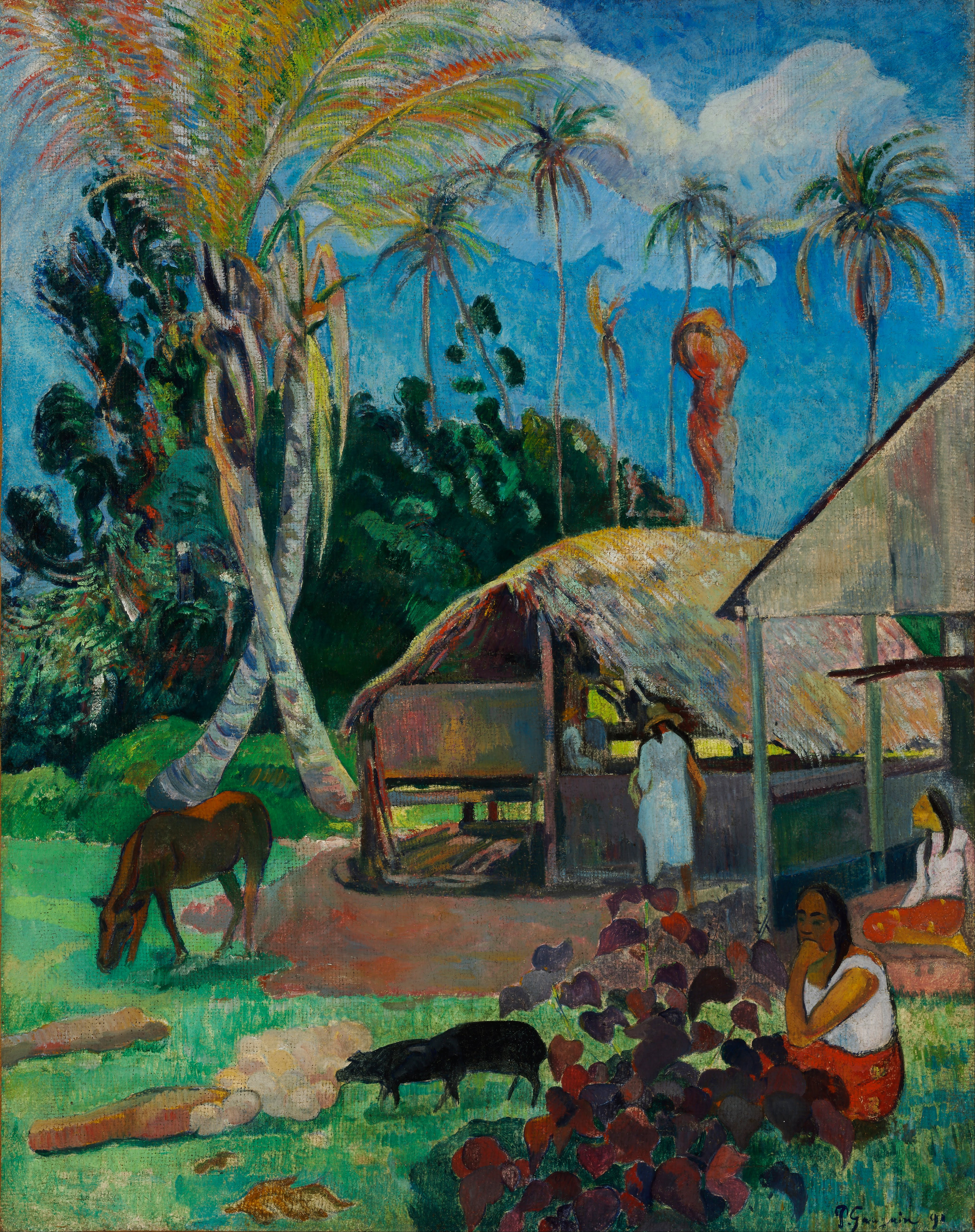
Paul Gauguin: Die schwarzen Schweine